# Elis de Sá
Elis de Sá (nascida em 30 de outubro de 1971, no Hospital da Polícia Militar, no Estácio de Sá) é uma empresária brasileira e personalidade do carnaval carioca. Musa da escola de samba Unidos de Padre Miguel, é fundadora da Maison Elis de Sá e atua há mais de duas décadas no mercado de megahair, com foco em cabelos naturais do Sul do Brasil. Tornou-se referência por promover beleza e autoestima para mulheres maduras, especialmente por meio do projeto social Cabelinhos do Bem.

## Carreira
Elis de Sá iniciou sua trajetória no setor de beleza com especialização em alongamentos capilares, utilizando técnicas como queratina e ponto americano. Seu trabalho é conhecido pelo alto padrão de qualidade dos fios e pelo atendimento personalizado. À frente da Maison Elis de Sá, atende mulheres de todo o Brasil, com foco em cabelos de origem sulista, que preservam textura e naturalidade.
Em 2023, fundou o projeto Cabelinhos do Bem, que oferece megahair gratuito a mulheres em tratamento oncológico, com o objetivo de resgatar a autoestima durante o enfrentamento do câncer.

## Carnaval
Elis ganhou notoriedade nacional como musa da Unidos de Padre Miguel. Após superar um coma em 2017, passou a representar a escola na Marquês de Sapucaí com mensagens de superação e combate ao etarismo. Sua história foi amplamente divulgada na imprensa nacional, com destaque para sua estreia no carnaval aos 51 anos e sua preparação física e emocional para os desfiles.
Ela também é conhecida por suas fantasias luxuosas, treinos intensos, disciplina alimentar e posturas públicas contra preconceitos ligados à idade.

## Vida pessoal
Elis é casada há mais de 30 anos e mãe de dois filhos. Mantém uma rotina ativa de treinos, nutrição e estética, servindo como inspiração para mulheres com mais de 50 anos que desejam manter saúde, beleza e autoestima.